# Schlacht am Minatogawa
Tatarahama – Minatogawa – Kanegasaki – Kuromaru – Shijōnawate – Yawata
Die Schlacht am Minatogawa (jap. 湊川の戦い Minatogawa no tatakai, dt. Schlacht am Minato-Fluss) war eine Schlacht während der Rebellion Ashikaga Takaujis gegen den japanischen Kaiser Go-Daigo. Sie fand am 5. Juli 1336 am Minato-Fluss in der Provinz Settsu statt (heute bei Kōbe in der Präfektur Hyōgo). Die kaiserlichen Streitkräfte unter der Führung von Kusunoki Masashige und Nitta Yoshisada versuchten, die von Ashikaga Takauji angeführten Rebellen abzufangen. Obwohl eine Niederlage für die Loyalisten, ist die Schlacht „berühmt für die von Kusunoki Masashige gezeigte Loyalität“.

## Hintergrund
Im Februar 1336 hatte der Ashikaga-Clan die Hauptstadt Kyōto besetzt, doch ihr Oberhaupt Ashikaga Takauji war nach kurzer Zeit gezwungen, nach Kyūshū zu fliehen. Aus dieser Position der Stärke heraus versuchte Kusunoki Masashige Kaiser Go-Daigo davon zu überzeugen, Frieden anzustreben. Go-Daigo lehnte dies ab, da er glaubte, dass die Bedrohung durch den Ashikaga-Clan beseitigt werden könne. Nitta Yoshisada erhielt den Befehl, Truppen zusammenzustellen, um die Armeen der Ashikaga zu besiegen.
Yoshisada begann seinen Feldzug, aber Akamatsu Norimura, der sich auf die Seite des Ashikaga-Clans gestellt hatte, zwang die kaiserlichen Streitkräfte zu einer langwierigen Belagerung, indem er die Burg Shirohata in der Provinz Harima verteidigte. Dies gab dem Ashikaga-Clan Zeit, sich neu zu gruppieren und die Streitkräfte aus Kyūshū zu konsolidieren, indem er am 14. April die Schlacht von Tatarahama gewann. Sofort leitete Takauji die Gegeninvasion ein und rückte auf dem Land- und Seeweg vor. Von dem Vorrücken unterrichtet, beendete Yoshisada die Belagerung und versuchte, eine bessere Verteidigungsposition zu finden, indem er sich nach Hyōgo zurückzog.

## Schlachtverlauf

Aufstellungen in der Schlacht

Go-Daigo befahl Masashige, seine Streitkräfte zu sammeln und Yoshisada zu verstärken. Masashige wollte den Ashikaga-Clan nach Kyōto hineinlassen und zur Verteidigung zwingen, während die Loyalisten den Nachschub unterbrechen würden. Es gelang ihm jedoch nicht, den Kaiser von dieser Strategie zu überzeugen. Masashige befahl daraufhin seinem ältesten Sohn, Kusunoki Masatsura, in sein Lehen zurückzukehren. Er selbst hatte vor, sich Yoshisada anzuschließen. Die kaiserliche Armee verfügte über keine Kriegsflotte, die eine Umzingelung hätte verhindern können. Stattdessen nahm sie eine verteidigbare Position in der Nähe des Minato-Flusses ein und entsandte Truppenteile nach Osten. Diese sollten versuchen, eine Landung vom Meer aus zu verhindern.
Die Ashikaga-Rebellen beschlossen, die kaiserliche Armee einzukreisen und zu vernichten. Die von Tadayoshi angeführte Hauptstreitmacht griff die Loyalisten von Westen her an, um Masashige einzukesseln. Shoni Yorihisa startete von Süden her einen Flankenangriff und Shiba Takatsune zog nordwärts, um von hinten anzugreifen. Die Landung von Hosokawa Jozen weiter östlich zwang Yoshisada, einer Umzingelung durch Rückzug auszuweichen. Masashige wurde schnell umzingelt, als Takaujis Schiffe ohne jegliche Störung zwischen zwei kaiserlichen Truppenteilen landeten. Von den kaiserlichen Hauptstreitkräften im Stich gelassen, wurden die Truppen unter der Führung des Kusunoki-Clans schnell überwältigt. Kusunoki Masashige, sein Bruder Masasue und alle anderen Clanmitglieder starben. Yoshisada wurde nach Kyōto zurückgedrängt und gab die Stadt rasch als unverteidigbar auf. Go-Daigo zog sich auf den heiligen Berg Hiei-zan zurück. Der Ashikaga-Clans zog ungehindert in der Hauptstadt ein und der neue Kaiser Kōmyō wurde inthronisiert, womit das Zeitalter Namboku-chō begann.

## Kultureller Einfluss
Die Geschichte von Ashikaga Takauji, Kaiser Go-Daigo, Nitta Yoshisada und Kusunoki Masashige vom Genkō-Krieg bis zur Errichtung des Nördlichen und Südlichen Kaiserhofes (Namboku-chō) ist detailliert in dem vierzigbändigen Epos Taiheiki beschrieben. Zur Verehrung Kusunoki Masashiges entstand 1871/72 im Zentrum von Kōbe der Minatogawa-Schrein.